# Joris Delbove
Pour les articles homonymes, voir Delbove.
Joris Delbove, né le 15 juin 2000 à Troyes (Aube), est un coureur cycliste français.

## Biographie
Joris Delbove est issue d'une famille de cycliste. Son père Jimmy Delbove est également coureur cycliste professionnel dans les années 1990, tout comme son oncle Jérôme Delbove au début des années 2000.
Pendant ses trois premières années chez les espoirs (moins de 23 ans), Delbove court au sein du SCO Dijon. Après deux premières années sans résultats notables, il attire l'attention en 2021 en terminant dixième au classement général du Tour de l'Avenir. Il a ensuite l'opportunité de rouler comme stagiaire pour l'équipe continentale française St Michel-Auber 93 et de signer un contrat pour la saison suivante. Il décroche sa première victoire sur une course internationale en remportant le classement général du Tour d'Alsace en 2024, son premier succès chez les professionnels. La même année, il est troisième du Tour d'Eure-et-Loir.
Pour la saison 2025, il reçoit un contrat avec l'UCI ProTeam TotalEnergies. En février 2025, il décroche une victoire d'étape au Tour du Rwanda.

## Palmarès sur route

### Par année
- 2018
  - La Cantonale Juniors
- 2021
  - Tour du Gévaudan Occitanie
  - 2e du Tour de Côte-d'Or
  - 3e de Dijon-Auxonne-Dijon
- 2024
  - Classement général du Tour Alsace
  - 3e du Tour d'Eure-et-Loir
- 2025
  - 4e étape du Tour du Rwanda

### Classements mondiaux
| Année                                 | 2021  | 2022 | 2023 | 2024 |
| ------------------------------------- | ----- | ---- | ---- | ---- |
| Classement mondial                    | 1969e | 761e | 559e | 486e |
| UCI Europe Tour                       | 1332e | 576e | nc   | nc   |
|                                       |       |      |      |      |
| Légende : nc = non classéSource : UCI |       |      |      |      |

## Palmarès en cyclo-cross
- 2017-2018
  - Coupe de France de cyclo-cross juniors #1, Besançon
  - 2e de la Coupe de France de cyclo-cross juniors
- 2019-2020
  - 2e de la Coupe de France de cyclo-cross espoirs
- 2020-2021
  - 3e du championnat de France de cyclo-cross espoirs
- 2020-2021
  - 2e du championnat de France de cyclo-cross espoirs
- 2021-2022
  - Classement général de la Coupe de France espoirs
  - 2e du championnat de France de cyclo-cross espoirs